# 萩原雄祐
萩原 雄祐（はぎわら ゆうすけ（はぎはら ゆうすけ）、1897年（明治30年）3月28日 - 1979年（昭和54年）1月29日）は、日本の天文学者。大阪府大阪市南区（現中央区）出身。旧制第一高等学校を経て、東京帝国大学理学部卒業。専門は、天体力学・理論天体物理学。日本学士院会員。勲一等瑞宝章・文化勲章受章。贈正三位（没時叙位）。

## 人物
平山信、平山清次、アーサー・エディントン、松隈健彦に師事した。専門の天文学以外では旧制大阪府立今宮中学校（現大阪府立今宮高等学校）時代からの折口信夫門下として知られている。
1955年9月14日にゲーテ・リンク天文台で発見された小惑星には萩原の名前が付けられている。萩原の名が付けられた小惑星については(1971) Hagiharaを参照。

## 略歴
- 1921年：東京帝国大学理学部天文学科を卒業し、東京帝国大学附属東京天文台の助手となる。
- 1923年：東京帝国大学助教授となる。欧米に留学し、ケンブリッジ大学でエディントンに師事。
- 1927年：理学博士の学位を取得。
- 1935年：東京帝国大学教授に就任。
- 1943年：帝国学士院会員となる[4]。
- 1946年：東京天文台長を兼務。日本天文学会会長に就任[4]。
- 1950年：乗鞍岳の乗鞍コロナ観測所にコロナグラフを設置。
- 1954年：文化勲章を受章[4]。
- 1957年：東京大学を定年退官、東北大学教授に就任。
- 1960年：全米科学アカデミーのジェームズ・クレイグ・ワトソン・メダルを受賞[4]。宇都宮大学長に就任。
- 1962年：岡山県浅口郡鴨方町（現浅口市）の岡山天体物理観測所に188cm反射望遠鏡を設置。
- 1964年：宇都宮大学長を任期満了により退官。
- 1967年：勲一等瑞宝章を受章。
- 1975年：朝日賞を受賞[6]。
- 1979年：心筋梗塞のため死亡[7]。叙・正三位。

## 業績
- 天体力学（特にラグランジュ方程式及びハミルトニアン方程式）の権威として知られた。
- 黎明期の日本の天文学界を、研究観測主導で世界的レベルに引き上げた。
- 一般相対性理論で天文学を書き換えようとする研究を進め、先駆的で重大な成果をあげた（このときの論文は1931年に発表されている）。
- 天体物理学の分野では惑星状星雲の理論的研究に従事した。
- 岡山天体物理観測所の建設に尽力した[8]。
- 研究者の育成にも熱心で、門下から多くの天文学者を輩出した。

## 家族関係
萩原雄祐の妻・結子は元日本銀行総裁・深井英五の長女である。深井の妻、すなわち結子の母・はるは北信政財界の第一人者として知られた小坂善之助の次女にあたる。故に善之助の長男で政治家・実業家として活動した小坂順造は深井の義兄であり、結子の伯父にあたる。順造の三男で結子の従弟にあたる小坂徳三郎は三井十一家の1つである本村町家の2代目当主・三井弁蔵の長女と結婚したので、萩原家は深井家・小坂家を通じて三井財閥の創業者一族である三井家と姻戚関係で結ばれている。また萩原雄祐の師匠の1人・平山信の三女が旧出羽国秋田藩主・佐竹氏の分家である佐竹東家・佐竹義利に嫁いだが、佐竹の姉が三井十一家の1つである伊皿子家の7代目当主・三井高寛の次男で泉姓を名乗って分家した泉高勅に嫁いだので、平山信・萩原の師弟はともに三井家と姻戚関係にあるといえる。なお徳三郎の兄・小坂善太郎（順造の長男で労働大臣・外務大臣等を歴任した政治家）も結子の従弟にあたり、徳三郎は妻との間に3女をもうけた。政治家の小坂憲次は小坂善太郎の次男なので、小坂憲次から見たら萩原雄祐は父の従姉の夫にあたる。
萩原雄祐・結子夫妻は3男1女をもうけたが、次男・道雄は雄祐の義父、すなわち道雄の外祖父にあたる深井英五の養嗣子となり、日銀勤務を経て日本長期信用銀行の監査役を務めた。また日本テレビ放送網社長及び日本テレビフットボールクラブ（Jリーグ・東京ヴェルディの運営会社）の会長兼社長を務めた萩原敏雄は雄祐・結子夫妻の三男である。なお雄祐の長女・綾子は大蔵省・行政管理庁に勤務したキャリア官僚の辻敬一に嫁いだ。

## 著作

### 著書
- 『天体力学の基礎1上』（河出書房　1947年）
- 『天体力学の基礎1下』（河出書房　1947年）
- 『日食・総説』（恒星社厚生閣　1948年）
- 『星雲の彼方』（恒星社厚生閣　天文学叢書3　1949年）
- 『日食　再版』（恒星社厚生閣　天文学叢書　1950年）
- 『続　星雲の彼方』（恒星社厚生閣　1952年）
- 『天文学総論』（岩波書店　1955年）
- 『星座の縮図』（読売新聞社　読売新書　1955年）
- 『天文学』（岩波書店　岩波全書　1956年）
- 『新天文学講座』（恒星社厚生閣　1957年）
- 『天文学　第二版』（岩波書店　岩波全書　1977年）

### 編著書・編纂書
- 『日食』（編著書　恒星社厚生閣　天文學叢書2　1948年）
- 『明治前　日本天文学史』（編纂書　日本学士院編　1979年）